# Kistapolcsányi család

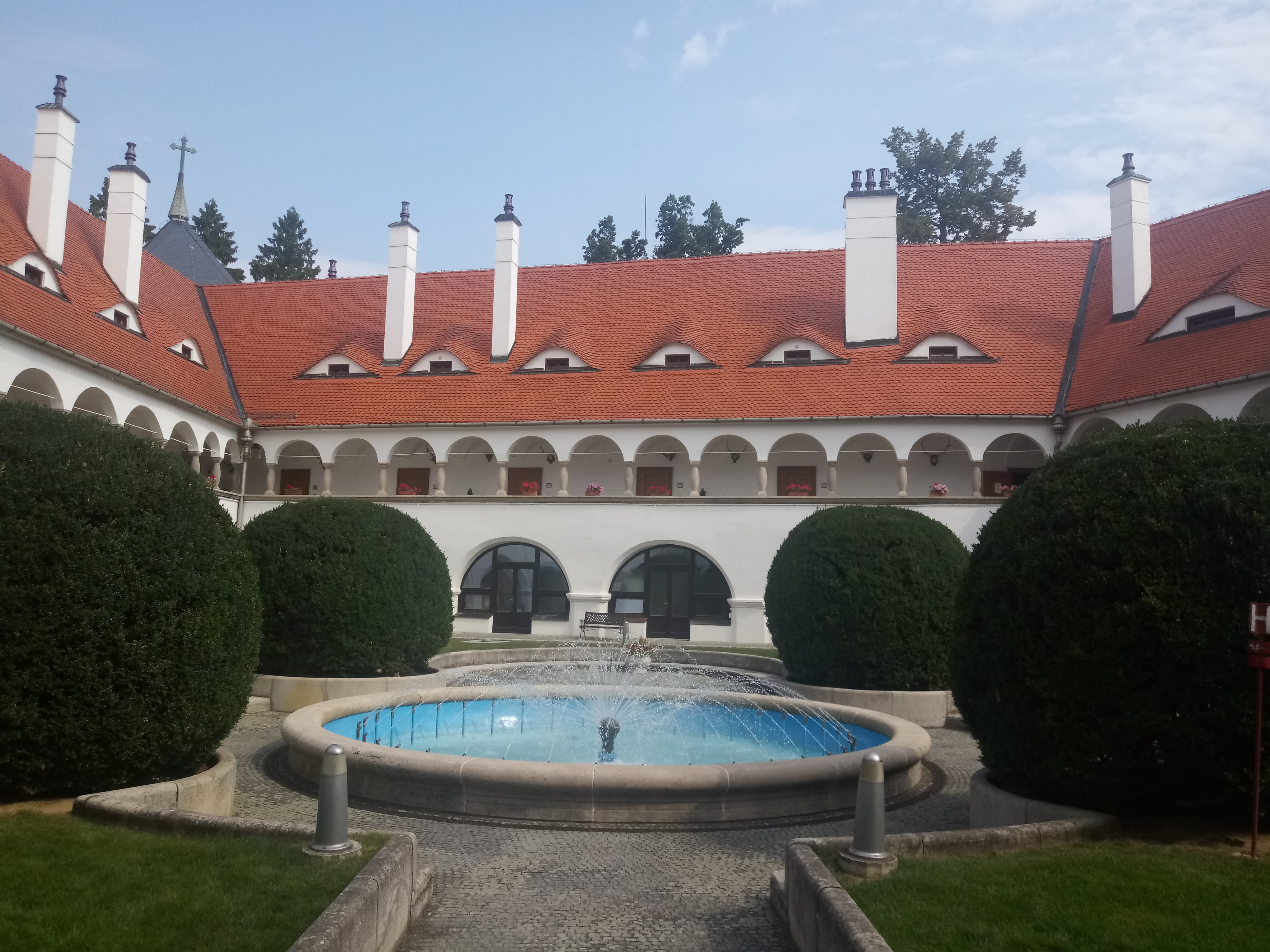
A kistapolcsányi kastély

A Kistapolcsányi családot egy bizonyos Haslav comes alapította. Föltételezik, hogy a tatárjárás után a környéken  letelepedett német hospesek egyike lehetett, és ő volt az, aki az a Hochlow, aki a barsi várjobbágyokkal árokkal és palánkkal övezett tornyot épített itt a 13. század közepén. A királyi birtokot 1307-ben Károly Róbert neki adta, és egyúttal királyi engedélyt arra, hogy a Leves-patakban arany után kutathasson. Leszármazottait már Kistapolcsányiaknak nevezték.

## Története
Az Árpád-ház kihalása után a Kistapolcsányiak Károly Róbert pártjára álltak, és ő 1307-ben Kys Thopulchani Jula fiának, Gergely mesternek (és másoknak is) engedélyt adott, hogy aranyat és ezüstöt mossanak a divékvölgyi Dobrodnya, Buhon és Novidzen falvak határában.
Amikor Csák Máté a Forgáchok őseitől elfoglalta Gímes várát, a Tapolcsányiak is behódoltak neki. Haslav comes Kistapolcsányt elcserélte Csák Máté egyik rokonával a Komárom megyei Hetény községért 100 márka ráfizetése mellett. Haslav fia Kistapolcsányi Gyula Csák Máté lévai várnagya lett.
1318. augusztus 9-én Esztergomban Csák Máté a Szt. János-lovagok konventjében Kistapolcsányt újból Gyula ispán lévai várnagyának adta, illetve Hetényért és a 100 márkáért visszacserélte. Ezt az adománylevelet november 11-én a konvent előtt privilegiális alakban újra kiadta („possessio seu villa Kystapolchan perpetualis extiterat eorundem Comitis Haslow et filii sui Jula ab antiquo”).
1321. július 6-án, Csák Máté halála után Kistapolcsányi Gyula Léva várát harc nélkül átadta a királynak, akitől Málas birtoka mellett egy ezüstbányát is kapott Bakabányán („cum spacio unius miliaris Backabanya superius annotata simul cum foro eiusdem iuxta regni consuetudinem”). 1323 táján (más forrásokban 1321-ben) Vörös Beke, Hrussó (Hurusov) híres várnagya Gyula ispánnak („dicti Rufi”) kistapolcsányi birtokát megtámadta és kifosztotta, wloghi majorjának sáfárját pedig fogságba hurcolta.Ú
1324. április 25-én Kistapolcsányi (Rufus) Gyula mester és testvére, András comes megosztoznak Kistapolcsányon. Az atyjuk által örökségi jogon bírt udvart (fundum curiae) a kúria két oldalán szomszédos két szállással (mansio), ahogyan ezt atyjuk régi időktől bírta volt, továbbá a Thopolnica-patak melletti két kaszálót és Bolug (Volug) birtok harmadrészét András kapta, amiért örökösei nevében is minden egyéb jogáról lemondott.
Kistapolcsányi Gyula két fia közül Miklós mester testőrként I. Károly magyar király udvarában Endre herceg nevelője volt. 1330. április 17-én a Zách Felicián-féle merénylet során testével védelmezte Lajos és Endre hercegeket (Gyula mester a fején szerzett sebet). Miklós Endre herceget még Nápolyba is elkísérte.
Az országbírói  1344-ben kelt oklevele szerint A család tagjai egymással pereskedtek.
1347-ben jogot kaptak, hogy az aranyat moshassanak a Hrussó (Hurusov) királyi vár és Kistapolcsány határában a Topolnycha-patakból. A következő időszakban egymást követték a perek és hatalmaskodások a szomszédjaikkal.
A 14. században a tornyot kibővítették, a század végére pedig felhúzták a másik épületet is. A várat továbbra is vizesárok és palánk vette körbe.
1347-ben jogot kaptak az aranymosásra Hrussó királyi vár és Kistapolcsány határában a Topolnycha patakból. A következő időszakban egymást követték a perek és hatalmaskodások a szomszédjaikkal.
1400-ban őket érte támadás: Fedémesi Miklós Kistapolcsányt, Malonyát és Ebedecet kirabolta s elpusztította.
1403-ban Zsigmond ellen Nápolyi Lászlót támogatták, és megpróbálták felmenteni az ostromlott várát, de az ostromot vezető (ghimesi) Forgách Péter nyitrai püspök csapatai megverték Kistapolcsányi János hadát. János belehalt a harcban szerzett sebeibe.
1458. február 28-án kelt levelében a frissen trónra került Mátyás király utasította Tapolcsányi Lászlót, hogy adja vissza a Sáry Márton kistapolcsányi kastélyából elrabolt dolgokat, térítse meg a Bars vármegyei nemesek kárát, a kistapolcsányi kastélyt pedig rombolja le azonnal. A rombolás elmaradt ismeretlen okok miatt elmaradt.
1467-ben a nyitrai káptalan tiltakozott az ellen, hogy a Kistapolcsányiak az ő erdejükből kivágott fákkal erősítették kastélyukat.
1535. április 1-én Hrussóy János (Zabláthi János) megtámadta Kistapolcsányt, ami akkor Kistapolcsányi György és Kistapolcsányi Tamás birtokában volt. A várat felgyújtották, Kistapolcsányi Lászlót nyíllal lőtték le, Kistapolcsányi Ferencet több másokkal egyetemben a lángokba és füstbe fullasztották. Györgynek feleségét, Máriát csúf és becstelen szavakkal illették. Kistapolcsányi Györgyöt és Tamást sok jobbággyal együtt Hrussó várába, majd a turóci monostorba hurcoltatták (ma: Znióváralja). Kiszabadulásuk után nem mertek Kistapolcsányba visszatérni, 4 évig Garamszentbenedeken laktak.
Az 1559. évi országgyűlés 29. törvénycikkelye elrendelte, hogy a kistapolcsányi kastélyt a vármegye romboltassa le, mert a törökök könnyen megközelíthetik, rosszul őrzik és nincsenek meg a szükséges védelmi eszközök. A vármegye közbenjárására ezt nem tették meg, sőt az 1569. évi 19. tc. a végvárak közé sorolta és fenntartására az uradalom jobbágyait rendelte ki. Kistapolcsányi János a régi várat elbontotta és árkait betemette. Az új vár a réginél nagyobb és erősebb lett.
1600-ban mezőváros lett. 1616-ban a hrussó-kistapolcsányi uradalmat a király 46000 magyar forintért hethesi Pethe László bárónak és nejének, Kapy Annának adta.
1611-ben Kistapolcsányi Pál halála után nővérének férje, Enyingi Török István pápai kapitány elfoglalta Hrussó várát és a falut. Ez ellen a királyi kincstár tiltakozott. Török ennek ellenére 1612 május 12-én Tajnay Györgyöt hrussói és kistapolcsányi várkapitánnyá nevezte ki.
1614. július 15-én Tapolcsányi Ilona végrendeletében Hrussó várára és Kistapolcsányra vonatkozó összes jogait és korlátkői birtokrészét férjére, Török Istvánra hagyta. Ez ellen a kamara tiltakozott, és a nádor az ítéletében Hrussó várát, Kistapolcsányt, valamint tartozékait a Kistapolcsányiak férfiágának magva szakadtával a királyi kincstárra visszaháramlott jószágoknak mondotta ki. Ebbe Török István is beleegyezett.
Tapolcsányi Ilona volt a család utolsó sarja; halálával a család is kihalt.